# 24-Stunden-Rennen von Spa-Francorchamps 2024

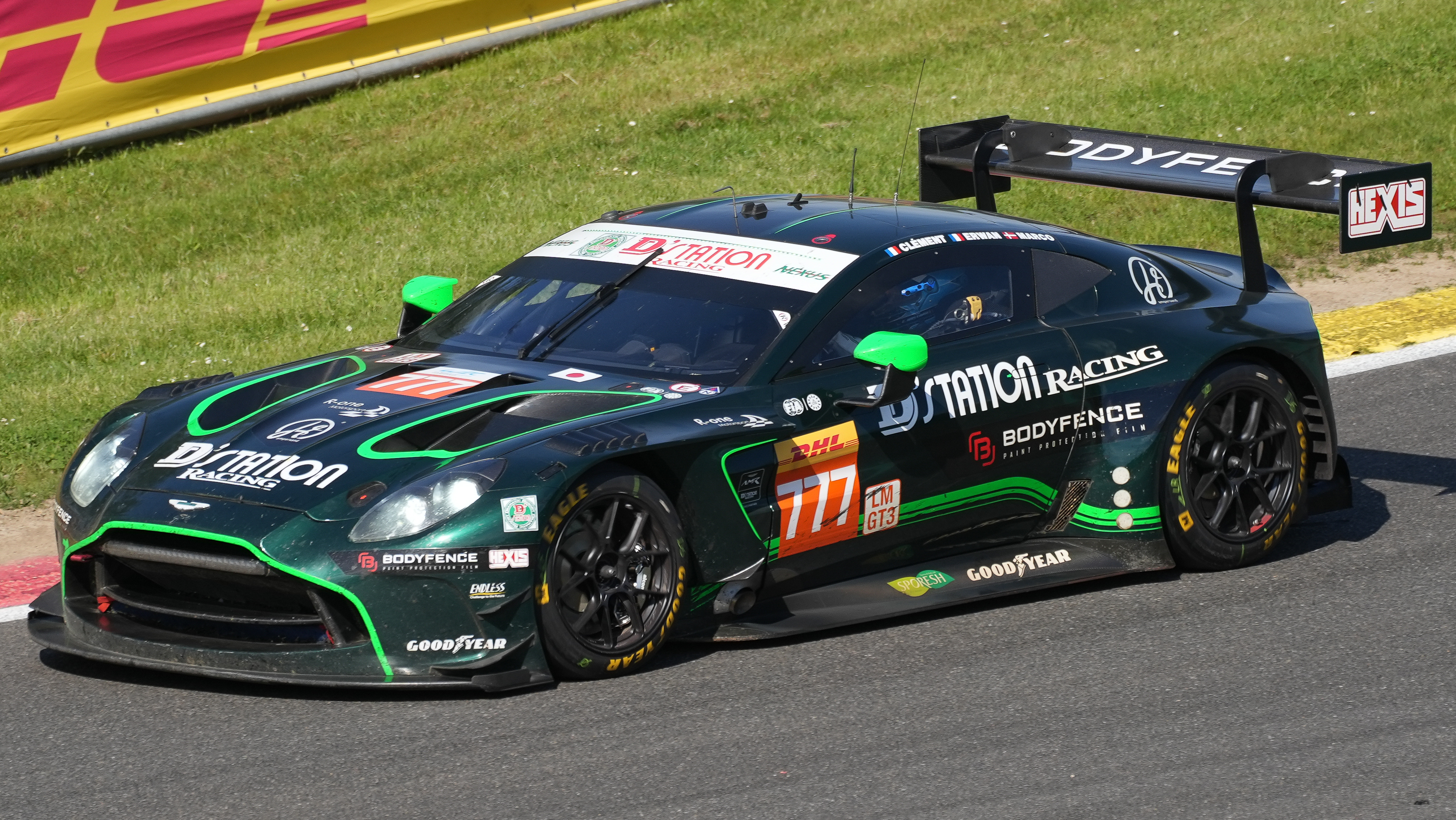
Das Siegerwagenmodell Aston Martin Vantage AMR GT3 Evo; hier beim 24-Stunden-Rennen von Le Mans 2024

Das 76. 24-Stunden-Rennen von Spa-Francorchamps, auch 2024 CrowdStrike 24 Hours of Spa, fand vom 29. bis 30. Juni 2024 auf dem Circuit de Spa-Francorchamps statt und war der zweite Wertungslauf der GT World Challenge Europe dieses Jahres.

## Das Rennen
Zum ersten Mal seit 1948 gewann ein Rennfahrzeug des britischen Automobilherstellers Aston Martin das 24-Stunden-Rennen von Spa-Francorchamps. 1948 siegten Jock Horsfall und Leslie Johnson in einem Aston Martin DB1. 76 Jahre später fuhren Mattia Drudi sowie die beiden langjährigen Aston-Martin-Werksfahrer Marco Sørensen und Nicki Thiim im Aston Martin Vantage AMR GT3 Evo als Gesamtsieger über die Ziellinie.
Die Entscheidung über den Gesamtsieg fand nicht auf der Rennstrecke, sondern in der Boxengasse statt. Als Alessandro Pier Guidi im führenden Ferrari 296 GT3 von AF Corse zum letzten Tankstopp in die Boxeneinfahrt fuhr, versperrte ihm dort der stehengebliebene Lamborghini Huracán GT3 Evo2 von Hugo Cook die weitere Fahrt. Der Lamborghini war ohne Energie im Fahrzeug stehen geblieben, und da die Boxeneinfahrt in Spa sehr eng ist, konnte Per Guidi am stehenden Fahrzeug nicht vorbeifahren. Den Streckenposten gelang es zwar den Lamborghini rasch zu bergen, die dabei verlorengegangenen 1 1 1 ½ -Minuten zusätzlicher Standzeit, konnte er das Ferrari-Trio bis zum Schluss des Rennens nicht mehr vollständig aufholen. 

## Ergebnisse

### Schlussklassement
| 1           | Pro-Cup    | 7   | Comtoyou Racing                  | Mattia Drudi Marco Sørensen Nicki Thiim                             | Aston Martin Vantage AMR GT3 Evo | 478 |
| 2           | Pro-Cup    | 51  | AF Corse Francorchamps Motors    | Alessandro Pier Guidi Davide Rigon Alessio Rovera                   | Ferrari 296 GT3                  | 478 |
| 3           | Pro-Cup    | 32  | Team WRT                         | Sheldon van der Linde Dries Vanthoor Charles Weerts                 | BMW M4 GT3                       | 478 |
| 4           | Pro-Cup    | 34  | Walkenhorst Motorsport           | Henrique Chaves Ross Gunn David Pittard                             | Aston Martin Vantage AMR GT3 Evo | 478 |
| 5           | Pro-Cup    | 163 | GRT Grasser Racing Team          | Marco Mapelli Jordan Pepper Franck Perera                           | Lamborghini Huracán GT3 Evo2     | 478 |
| 6           | Pro-Cup    | 998 | Rowe Racing                      | Augusto Farfus Dan Harper Max Hesse                                 | BMW M4 GT3                       | 478 |
| 7           | Gold-Cup   | 777 | AlManar Racing by GetSpeed       | Al Faisal Al Zubair Dominik Baumann Philip Ellis Mikaël Grenier     | Mercedes-AMG GT3 Evo             | 478 |
| 8           | Pro-Cup    | 92  | SSR Herberth                     | Matt Campbell Mathieu Jaminet Frédéric Makowiecki                   | Porsche 911 GT3 R (992)          | 478 |
| 9           | Pro-Cup    | 96  | Rutronik Racing                  | Julien Andlauer Sven Müller Patric Niederhauser                     | Porsche 911 GT3 R (992)          | 477 |
| 10          | Bronze-Cup | 66  | Tresor Attempto Racing           | Max Hofer ---- Andrey Mukovoz Alexey Nesov Dylan Pereira            | Audi R8 LMS Evo II               | 477 |
| 11          | Pro-Cup    | 159 | Garage 59                        | Tom Gamble Benjamin Goethe Dean MacDonald                           | McLaren 720S GT3 Evo             | 477 |
| 12          | Pro-Cup    | 99  | Tresor Attempto Racing           | Alex Aka Ricardo Feller Christopher Haase                           | Audi R8 LMS Evo II               | 477 |
| 13          | Bronze-Cup | 52  | AF Corse                         | Andrea Bertolini Jef Machiels Louis Machiels Tommaso Mosca          | Ferrari 296 GT3                  | 477 |
| 14          | Bronze-Cup | 72  | Barwell Motorsport               | Patrick Kujala Mattia Michelotto Gabriel Rindone Casper Stevenson   | Lamborghini Huracán GT3 Evo2     | 477 |
| 15          | Gold-Cup   | 25  | Saintéloc Racing                 | Paul Evrard Gilles Magnus Jim Pla Ugo de Wilde                      | Audi R8 LMS Evo II               | 476 |
| 16          | Bronze-Cup | 93  | Sky Tempesta Racing              | Eddie Cheever III Chris Froggatt Jonathan Hui Lilou Wadoux          | Ferrari 296 GT3                  | 476 |
| 17          | Gold-Cup   | 77  | Haupt Racing Team                | Michele Beretta Arjun Maini Jusuf Owega                             | Mercedes-AMG GT3 Evo             | 476 |
| 18          | Pro-Cup    | 9   | Marc VDS Racing Team             | Thomas Drouet Maximilian Götz Ulysse de Pauw                        | Mercedes-AMG GT3 Evo             | 476 |
| 19          | Pro-Cup    | 64  | Proton Competition               | Christopher Mies Dennis Olsen Frédéric Vervisch                     | Ford Mustang GT3                 | 475 |
| 20          | Bronze-Cup | 11  | Comtoyou Racing                  | Kobe Pauwels Dante Rappange Job van Uitert John de Wilde            | Aston Martin Vantage AMR GT3 Evo | 475 |
| 21          | Bronze-Cup | 27  | Optimum Motorsport               | Rob Bell Ollie Millroy Mark Radcliffe Fran Rueda                    | McLaren 720S GT3 Evo             | 475 |
| 22          | Bronze-Cup | 80  | Lionspeed x Herberth             | Antares Au Alexander Fach Alessio Picariello Martin Rump            | Porsche 911 GT3 R (992)          | 475 |
| 23          | Bronze-Cup | 5   | Optimum Motorsport               | Shaun Balfe Ben Barnicoat Sam Neary Ruben del Sarte                 | McLaren 720S GT3 Evo             | 475 |
| 24          | Pro-Cup    | 46  | Team WRT                         | Raffaele Marciello Maxime Martin Valentino Rossi                    | BMW M4 GT3                       | 475 |
| 25          | Silver-Cup | 3   | GetSpeed                         | Anthony Bartone James Kell Yannick Mettler Aaron Walker             | Mercedes-AMG GT3 Evo             | 474 |
| 26          | Pro-Cup    | 23  | Phantom Global Racing            | Joel Eriksson Jaxon Evans Thomas Preining                           | Porsche 911 GT3 R (992)          | 473 |
| 27          | Silver-Cup | 55  | Dinamic GT                       | Axel Blom Marius Nakken Théo Nouet Jop Rappange                     | Porsche 911 GT3 R (992)          | 473 |
| 28          | Silver-Cup | 57  | Winward Racing                   | Daan Arrow Colin Caresani Tanart Sathienthirakul                    | Mercedes-AMG GT3 Evo             | 473 |
| 29          | Pro-Am-Cup | 4   | CrowdStrike by Riley             | Colin Braun Nicky Catsburg Ian James George Kurtz                   | Mercedes-AMG GT3 Evo             | 472 |
| 30          | Gold-Cup   | 88  | Tresor Attempto Racing           | Glenn van Berlo Lorenzo Ferrari Leonardo Moncini Lorenzo Patrese    | Audi R8 LMS Evo II               | 472 |
| 31          | Silver-Cup | 90  | MadPanda Motorsport              | Patrick Assenheimer Karol Basz Ezequiel Pérez Companc Alain Valente | Mercedes-AMG GT3 Evo             | 471 |
| 32          | Silver-Cup | 21  | Comtoyou Racing                  | Charles Clark Sam Dejonghe Matisse Lismont Xavier Maassen           | Aston Martin Vantage AMR GT3 Evo | 470 |
| 33          | Bronze-Cup | 991 | Century Motorsport               | Connor De Phillippi Pedro Ebrahim Darren Leung Toby Sowery          | BMW M4 GT3                       | 470 |
| 34          | Silver-Cup | 26  | Saintéloc Racing                 | Ivan Klymenko Marcus Påverud Gilles Stadsbader Alban Varutti        | Audi R8 LMS Evo II               | 462 |
| 35          | Bronze-Cup | 78  | Barwell Motorsport               | Till Bechtolsheimer Ricky Collard Antoine Doquin Sandy Mitchell     | Lamborghini Huracán GT3 Evo2     | 460 |
| 36          | Pro-Am-Cup | 16  | Uno Racing Team with Landgraf    | Indy Dontje David Pun Rio Kevin Tse                                 | Mercedes-AMG GT3 Evo             | 457 |
| 37          | Silver-Cup | 19  | GRT Grasser Racing Team          | Hugo Cook Mateo Llarena Baptiste Moulin Haytham Qarajouli           | Lamborghini Huracán GT3 Evo2     | 456 |
| 38          | Bronze-Cup | 158 | Garage 59                        | James Baldwin Nicolai Kjærgaard Chris Salkeld Mark Sansom           | McLaren 720S GT3 Evo             | 454 |
| 39          | Bronze-Cup | 188 | Garage 59                        | Marvin Kirchhöfer Louis Prette Miguel Ramos Adam Smalley            | McLaren 720S GT3 Evo             | 451 |
| 40          | Silver-Cup | 10  | Marc VDS Racing Team             | Sébastien Baud César Gazeau Roee Meyuhas Aurélien Panis             | Mercedes-AMG GT3 Evo             | 448 |
| 41          | Pro-Am-Cup | 100 | Team RJN                         | Alex Buncombe Chris Buncombe Josh Caygill Jann Mardenborough        | McLaren 720S GT3 Evo             | 445 |
| 42          | Gold-Cup   | 60  | 2 Seas Motorsport                | Isa Al Khalifa Frank Bird Martin Kodrić Lewis Williamson            | Mercedes-AMG GT3 Evo             | 430 |
| 43          | Bronze-Cup | 8   | Kessel Racing                    | Daniele Di Amato David Fumanelli Nicolò Rosi Niccolò Schirò         | Ferrari 296 GT3                  | 366 |
| 44          | Silver-Cup | 35  | Walkenhorst Motorsport           | Lorcan Hanafin Romain Leroux Maxime Robin                           | Aston Martin Vantage AMR GT3 Evo | 363 |
| 45          | Bronze-Cup | 74  | Kessel Racing                    | Matthew Bell John Hartshorne Chandler Hull Ben Tuck                 | Ferrari 296 GT3                  | 347 |
| Ausgefallen |            |     |                                  |                                                                     |                                  |     |
| 46          | Pro-Cup    | 911 | Manthey Pure Rxcing              | Klaus Bachler Alex Malykhin Joel Sturm                              | Porsche 911 GT3 R (992)          | 306 |
| 47          | Bronze-Cup | 30  | OQ by Oman Racing                | Ahmad Al Harthy Sam De Haan Jens Klingmann Calan Williams           | BMW M4 GT3                       | 294 |
| 48          | Pro-Cup    | 2   | Mercedes-AMG Team GetSpeed       | Jules Gounon Fabian Schiller Luca Stolz                             | Mercedes-AMG GT3 Evo             | 283 |
| 49          | Pro-Cup    | 130 | Mercedes-AMG Team GruppeM Racing | Ralf Aron Daniel Juncadella Frederik Vesti                          | Mercedes-AMG GT3 Evo             | 276 |
| 50          | Pro-Cup    | 28  | HAAS RT                          | Simon Gachet Jan Heylen Dennis Lind                                 | Audi R8 LMS Evo II               | 273 |
| 51          | Pro-Cup    | 71  | AF Corse Francorchamps Motors    | Vincent Abril Thomas Neubauer David Vidales                         | Ferrari 296 GT3                  | 236 |
| 52          | Bronze-Cup | 36  | Walkenhorst Motorsport           | Tim Creswick Bijoy Garg Ben Green Mex Jansen                        | Aston Martin Vantage AMR GT3 Evo | 231 |
| 53          | Pro-Cup    | 48  | Mercedes-AMG Team Mann-Filter    | Lucas Auer Maro Engel Daniel Morad                                  | Mercedes-AMG GT3 Evo             | 222 |
| 54          | Gold-Cup   | 111 | CSA Racing                       | Romain Carton Adam Eteki Steven Palette Arthur Rougier              | Audi R8 LMS Evo II               | 174 |
| 55          | Bronze-Cup | 91  | Herberth Motorsport              | Ralf Bohn Alfred Renauer Robert Renauer Morris Schuring             | Porsche 911 GT3 R (992)          | 121 |
| 56          | Pro-Cup    | 63  | Iron Lynx                        | Mirko Bortolotti Matteo Cairoli Andrea Caldarelli                   | Lamborghini Huracán GT3 Evo2     | 120 |
| 57          | Pro-Am-Cup | 888 | Triple Eight JMR                 | Jefri Ibrahim Martin Konrad Jordan Love Alexander Sims              | Mercedes-AMG GT3 Evo             | 114 |
| 58          | Pro-Cup    | 22  | Schumacher CLRT                  | Dorian Boccolacci Ayhancan Güven Laurin Heinrich                    | Porsche 911 GT3 R (992)          | 89  |
| 59          | Pro-Cup    | 992 | HubAuto Racing                   | Kévin Estre Patrick Pilet Laurens Vanthoor                          | Porsche 911 GT3 R (992)          | 88  |
| 60          | Silver-Cup | 12  | Comtoyou Racing                  | Nicolas Baert Erwan Bastard Esteban Muth Sebastian Øgaard           | Aston Martin Vantage AMR GT3 Evo | 79  |
| 61          | Bronze-Cup | 333 | Rinaldi Racing                   | Fabrizio Crestani Felipe Fernández Laser Christian Hook David Perel | Ferrari 296 GT3                  | 78  |
| 62          | Pro-Am-Cup | 61  | Earl Bamber Motorsport           | Earl Bamber Adrian D'Silva Brendon Leitch Kerong Li                 | Porsche 911 GT3 R (992)          | 76  |
| 63          | Bronze-Cup | 54  | Dinamic GT                       | Marvin Dienst Guilherme Oliveira Philipp Sager Christopher Zöchling | Porsche 911 GT3 R (992)          | 74  |
| 64          | Pro-Am-Cup | 38  | HAAS RT                          | Julius Adomavičius Olivier Bertels Armand Fumal Brad Schumacher     | Audi R8 LMS Evo II               | 73  |
| 65          | Pro-Cup    | 98  | Rowe Racing                      | Philipp Eng Marco Wittmann Nick Yelloly                             | BMW M4 GT3                       | 71  |
| 66          | Bronze-Cup | 97  | Rutronik Racing                  | Dustin Blattner Loek Hartog Dennis Marschall Zacharie Robichon      | Porsche 911 GT3 R (992)          | 8   |

### Nur in der Meldeliste
Hier finden sich Teams, Fahrer und Fahrzeuge, die ursprünglich für das Rennen gemeldet waren, aber aus den unterschiedlichsten Gründen daran nicht teilnahmen.
| Pos. | Klasse | Nr. | Team       | Fahrer                                 | Chassis                       |
| ---- | ------ | --- | ---------- | -------------------------------------- | ----------------------------- |
| 67   | Pro-Am |     | Iron Dames | Sarah Bovy Michelle Gatting Rahel Frey | Lamborghini Huracán GT3 Evo 2 |

### Klassensieger
| Klasse     | Fahrer              | Fahrer              | Fahrer          | Fahrer         | Fahrzeug                         | Platzierung im Gesamtklassement |
| ---------- | ------------------- | ------------------- | --------------- | -------------- | -------------------------------- | ------------------------------- |
| Pro-Cup    | Mattia Drudi        | Marco Sørensen      | Nicki Thiim     |                | Aston Martin Vantage AMR GT3 Evo | Gesamtsieg                      |
| Pro-Am-Cup | Colin Braun         | Nicky Catsburg      | Ian James       | George Kurtz   | Mercedes-AMG GT3 Evo             | Rang 29                         |
| Gold-Cup   | Al Faisal Al Zubair | Dominik Baumann     | Philip Ellis    | Mikaël Grenier | Mercedes-AMG GT3 Evo             | Rang 7                          |
| Silver-Cup | Anthony Bartone     | James Kell          | Yannick Mettler | Aaron Walker   | Mercedes-AMG GT3 Evo             | Rang 25                         |
| Bronze-Cup | Max Hofer           | ---- Andrey Mukovoz | Alexey Nesov    | Dylan Pereira  | Audi R8 LMS Evo II               | Rang 10                         |

### Renndaten
- Gemeldet: 67
- Gestartet: 66
- Gewertet: 45
- Rennklassen: 5
- Zuschauer: unbekannt
- Wetter am Renntag: warm und trocken
- Streckenlänge: 7,004 km
- Fahrzeit des Siegerteams: 24:01:16,868 Stunden
- Gesamtrunden des Siegerteams: 478
- Gesamtdistanz des Siegerteams: 3347,912 km
- Siegerschnitt: unbekannt
- Pole Position: Franck Perera – Lamborghini Huracán GT3 Evo 2 (#163) – 2:13,718
- Schnellste Rennrunde: unbekannt
- Rennserie: 3. Lauf zur GT World Challenge Europe 2024